# Bertie Marshall
Bertram Lloyd „Bertie“ Marshall (* 6. Februar 1936 in Laventille; † 17. Oktober 2012 in Port of Spain) war ein trinidadischer Musiker sowie Steel-Pan-Instrumentenbauer.

## Leben und Werk
Marshall kam in der St. Vincent Street in Laventille zur Welt und wuchs in Port of Spain auf, wo er die St. Phillip E. C. School besuchte. Mit 14 Jahren spielte er bereits in einer Steelband und hielt sich viel auf dem Hinterhof des Panbauers Winston „Spree“ Simon auf.
Da die Steel Pan im Laufe der 1940er-Jahre erfunden wurde, steckte der Instrumentenbau in den 1950er-Jahren noch in den Kinderschuhen. Steel Pans hatten rudimentär gestimmte Beulen, welche willkürlich auf den damals nur leicht eingetriebenen Boden von Ölfässern geformt wurden. Bertie Marshall setzte sich intensiv mit diesen klingenden Beulen auseinander und entdeckte die Existenz von Obertönen im Blech. Daraufhin begann Marshall, seine Instrumente gezielt zu bearbeiten um harmonisch korrekte Verhältnisse zu schaffen. Marshall stellte sein Konzept der harmonischen Stimmung von Steel Pans 1956 vor.
Als Bandleader und Panbauer der Steelband Laventille Highlanders gelangen ihm Innovationen, die auf Trinidad verbreitet Anwendung fanden, wie zum Beispiel die Verwendung von kleinen Umzugswagen zum Transport großer Instrumente am Karneval. Auch setzte Marshall durch, dass seine Instrumente durch Bedachungen nicht direkter Sonneneinstrahlung oder Regen ausgesetzt waren, um eine Verstimmung der Instrumente zu vermeiden. Die Bedachungen der Instrumente wurden zum Standard der Steelbands. Auf Marshall geht die Entwicklung der Double Tenor Pan zurück, einer Kombination aus zwei unterschiedlichen Steel Pans zur Erweiterung des Klangspektrums des Spielers.
1965 verstärkte Marshall als erster seine Steelband mittels Kontaktmikrofonen. Ab 1970 war er Panbauer des Desperadoes Steel Orchestra in Laventille. Zusammen mit deren Bandleader und Panbauer Rudolph Charles entwickelte Marshall die Instrumente Quadrophonics, Six Pan und Twelve Bass. 1982 war Marshall Teil eines Forschungsteam des Caribbean Industrial Research Institute, welches mit dem Unternehmen Saab in Schweden eine Möglichkeit der maschinellen Vorfertigung von Steel Pans untersuchte.
1992 wurde Bertie Marshall die Chaconia Medal in Gold verliehen. Überdies wurde ihm 2008 in Anerkennung seiner Leistungen vom Präsidenten George Maxwell Richards der höchsten Orden Trinidads Order of the Republic verliehen.
2012 verstarb er im Familienkreis an den Folgen einer langjährigen Zuckerkrankheit.